# Britton Chance
Britton Chance (Wilkes-Barre, 24 juli 1913 – Philadelphia, 16 november 2010) was een Amerikaans zeiler en biochemicus.
Chance won tijdens de Olympische Zomerspelen 1952 de gouden medaille in de 5,5 meterklasse. Tien jaar later werd Chance wereldkampioen in dezelfde klasse.
Chance was hoogleraar biochemie en ontving onder andere de Franklin Medal en de National Medal of Science.

## Resultaten

### Olympische Zomerspelen
| Jaar | Plaats   | Resultaten       |
| ---- | -------- | ---------------- |
| 1952 | Helsinki | 5,5 meter klasse |

### Wereldkampioenschappen
| Jaar | Plaats | Resultaten       |
| ---- | ------ | ---------------- |
| 1962 | Poole  | 5,5 meter klasse |

1952: Britton Chance / Michael Schoettle / Edgar White / Sumner White
1956: Hjalmar Karlsson / Sture Stork / Lars Thörn
1960: George O’Day / Jim Hunt / Dave Smith
1964: Bill Northam / Peter O’Donnel / James Sargeant
1968: Jörgen Sundelin / Peter Sundelin / Ulf Sundelin
- Bibsys: 90309831
- CiNii: DA01059111
- Gemeinsame Normdatei: 1017907927
- International Standard Name Identifier: 0000 0001 1440 0767
- Library of Congress Control Number: n79056316
- Mathematics Genealogy Project: 111455
- National Archives and Records Administration: 10582827
- Nationale Bibliotheek van Tsjechië: uk2007402902
- Nationale bibliotheek van Australië: 35027203
- Nationale Bibliotheek van Israël: 987007279142605171
- Nederlandse Thesaurus van Auteursnamen: 06988269X
- SNAC: w6834m9b
- Système universitaire de documentation: 068667280
- Trove: 800711
- Virtual International Authority File: 25880956
- WorldCat: E39PBJfMfbjP786K6qdqTrvCQq